# Caracasia
Caracasia es un género con dos especies de plantas con flores perteneciente a la familia Marcgraviaceae. 

## Especies
- Caracasia tremadena
- Caracasia viridiflora